# Zwickelbier

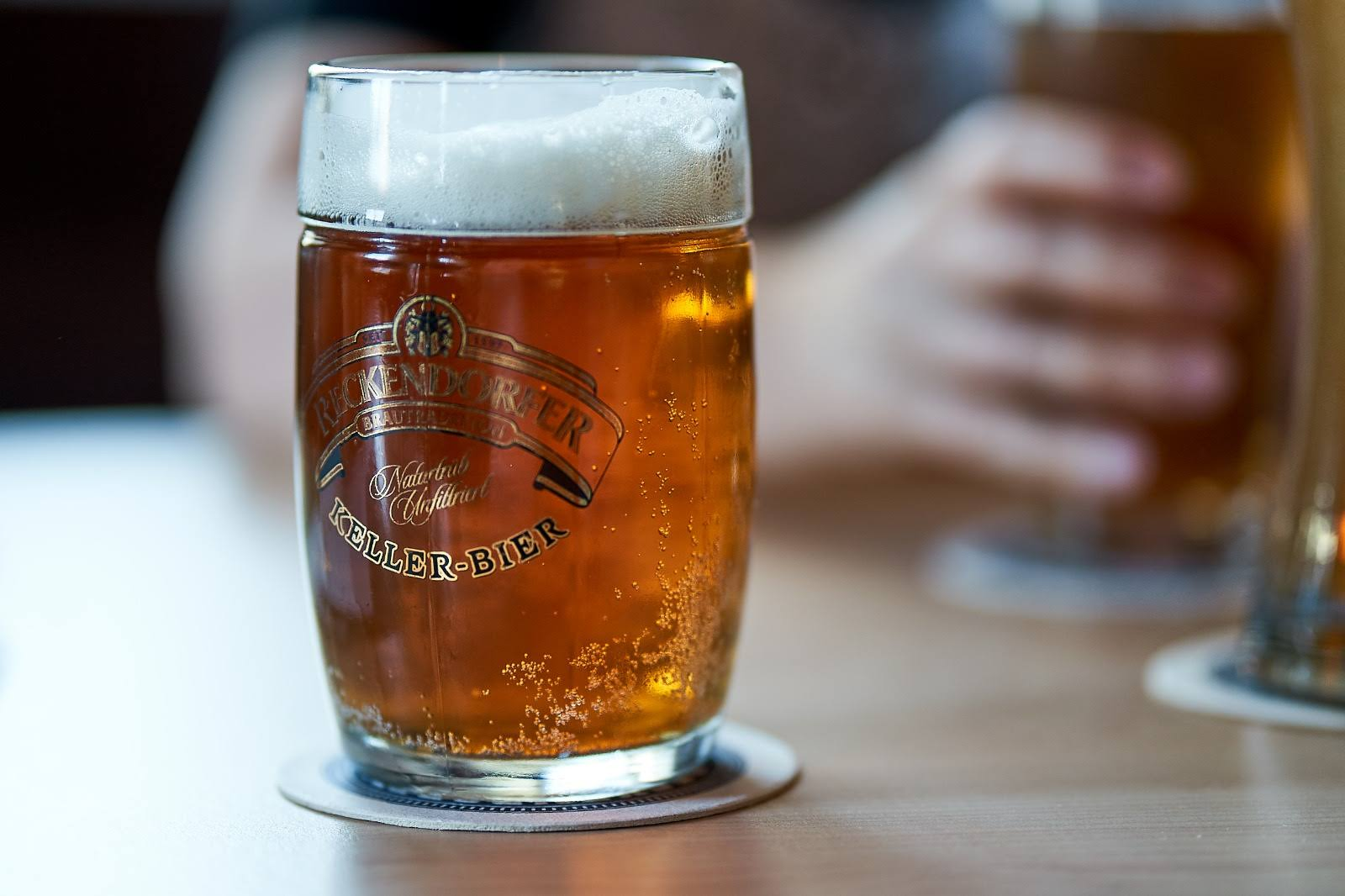
Kellerbier

Zwickelbier nebo Kellerbier (zkráceně Zwickel, regionálně Zwickl) je nefiltrovaný kalný typ německého piva, který původně pochází z oblasti Franky. Velmi populární je v Rakousku, Frankách a Horním Falci, kde je známé i pod názvem Zoigl.

## Popis
Pivo obsahuje více pivovarských kvasnic. V důsledku toho je výrazně zakalené. Většinou se vyrábí spodně kvašené, ovšem existují varianty i svrchně kvašené. Pivo má nižší trvanlivost, a proto je určeno po výrobě k rychlé spotřebě. Nezraje za studena, a z toho důvodu má nízký obsah oxidu uhličitého. Vyrábějí se pšeničné, světlé i tmavé (sladové) varianty.

## Název
Původně se označení Zwickelbier používalo pro vzorek, který sládek odebíral ze skladovací nádrže před filtrací. Název Kellerbier zase vychází z toho, že pivo se stáčí přímo ze skladovacího sklepa, tedy bez filtrace.